# Monika Bosilj
Monika Bosilj, coniugata Tomljenović (Mostar, 23 dicembre 1985), è una cestista croata.

## Carriera
Con la Croazia ha disputato i Campionati europei del 2013.